# Otó III de Montferrat
Otó III de Montferrat, forma escurçada de Secondottone de Montferrat,  fou marquès de Montferrat del 1372 al 1378. Va assumir el títol encara molt jove i va morir en circumstàncies poc clares, sense haver tingut fills.

## Sota tutoria
Secondottone era fill del marquès Joan II de Montferrat i de la seva esposa Elisabet de Mallorca. Es creu que el seu nom italià probablement derivi de Secondo, el sant patró d'Asti, ciutat que el seu pare va tenir com a capital, i unit al nom Otto en honor d'Otó IV de Brunswick-Grubenhagen, amic i aliat del seu pare.
Va néixer entre el 1358 i el 1360; pel desembre del 1361, com a part del l'acord de pau establert entre Joan II i Galeàs II Visconti, cogovernant de Milà, va quedar promès a Maria, la filla de quatre anys de Galeàs. Amb aquesta unió, la ciutat d'Asti que en aquell moment pertanyia als Visconti, passaria als Montferrat com a dot de la núvia. La pau no va durar gaire, ja que Maria va morir el maig de l'any següent.
Quan tenia uns 12 anys el pare va morir i ell va heretar el títol de marquès, però com que era menor d'edat va quedar sota la tutoria del seu oncle Otó, duc de Brunswick-Grubenhagen, i d'Amadeu VI de Savoia, cosa que havia deixat per escrit Joan II en el seu testament. En aquestes darreres voluntats es deia que, si ho creien convenient, Secondottone podria estar sota els seus tutors fins als vint-i-cinc anys; tanmateix l'oncle Otó va marxar cap a Nàpols el 1376 per casar-se amb la reina Joana I.

## Govern en solitari
Secondottone, encara massa jove, no es va veure capaç de carregar amb la responsabilitat del govern i es va casar amb Violant (2 d'agost del 1377), la filla de Galeàs II Visconti, vídua de Lionel d'Antwerp, primer duc de Clarence, i comptar amb el suport dels Visconti envers els enemics del marquesat, els Savoia.
Quan el germà d'Otó de Brunswick va atacar i conquerir Asti, Secondottone va reclamar el suport del seu sogre qui, amb un gran exèrcit va recuperar Asti i la va mantenir sota control de Milà. Secondottone es va adonar, massa tard, del perill d'haver-se aliat a Milà: el sogre no li negaria els socors però es cobraria amb el territori recuperat. Va reunir unes tropes, va atacar les de Milà i va ser derrotat. Probablement per por, es va retirar del camp de batalla i va anar a un lloc desconegut. El van trobar mort amb una ferida al cap a Langhirano, en les proximitats de Parma. S'ha especulat si la ferida va ser efectuada durant la batalla, si potser es va ficar en alguna baralla (es deia que tenia mal caràcter i fàcilment es ficava en baralles), o si un agent dels Visconti el va assassinar. El seu cos va ser portat a Parma i enterrat davant l'altar major de la catedral.
Quan el seu oncle va rebre la notícia de la mort, va tornar al marquesat per fer-se'n càrrec de la successió i va designar Joan, germà de Segondottone, per portar el títol. També va obrir negociacions amb Galeàs, en les quals va estar present el pretendent a emperador, Venceslau IV, per tal de recuperar Asti per als Montferrat, però no ho va aconseguir.